# Енн Сеймур Деймер
Енн Сеймур Деймер, уроджена Конвей (англ. Anne Seymour Damer; 8 листопада 1748, Севенокс — 28 травня 1828, Лондон) — англійська скульпторка, одна з перших жінок-скульпторів Великої Британії.

## Біографія та творчість
Енн Сеймур Конвей народилася 1748 року в Севеноксі. Вона була єдиною дочкою фельдмаршала Генрі Сеймура Конвея та його дружини Кароліни Кемпбелл, дочки 4-го герцога Аргайла . Дитинство Енн пройшло у родинному будинку в Беркширі. Її батьки багато подорожували, і в цей час за дівчинкою наглядав родич і друг сім'ї Горас Волпол  .
Енн Конвей почала займатися скульптурою під впливом Девіда Юма, який служив секретарем у батька. 14 червня 1767 року вона вийшла заміж за Джона Деймера, старшого сина лорда Мільтона. Шлюб виявився невдалим і через сім років розпався. Деймер, повністю розтративши посаг дружини та власну спадщину, в 1776 році наклав на себе руки. Дітей у подружжя не було  .

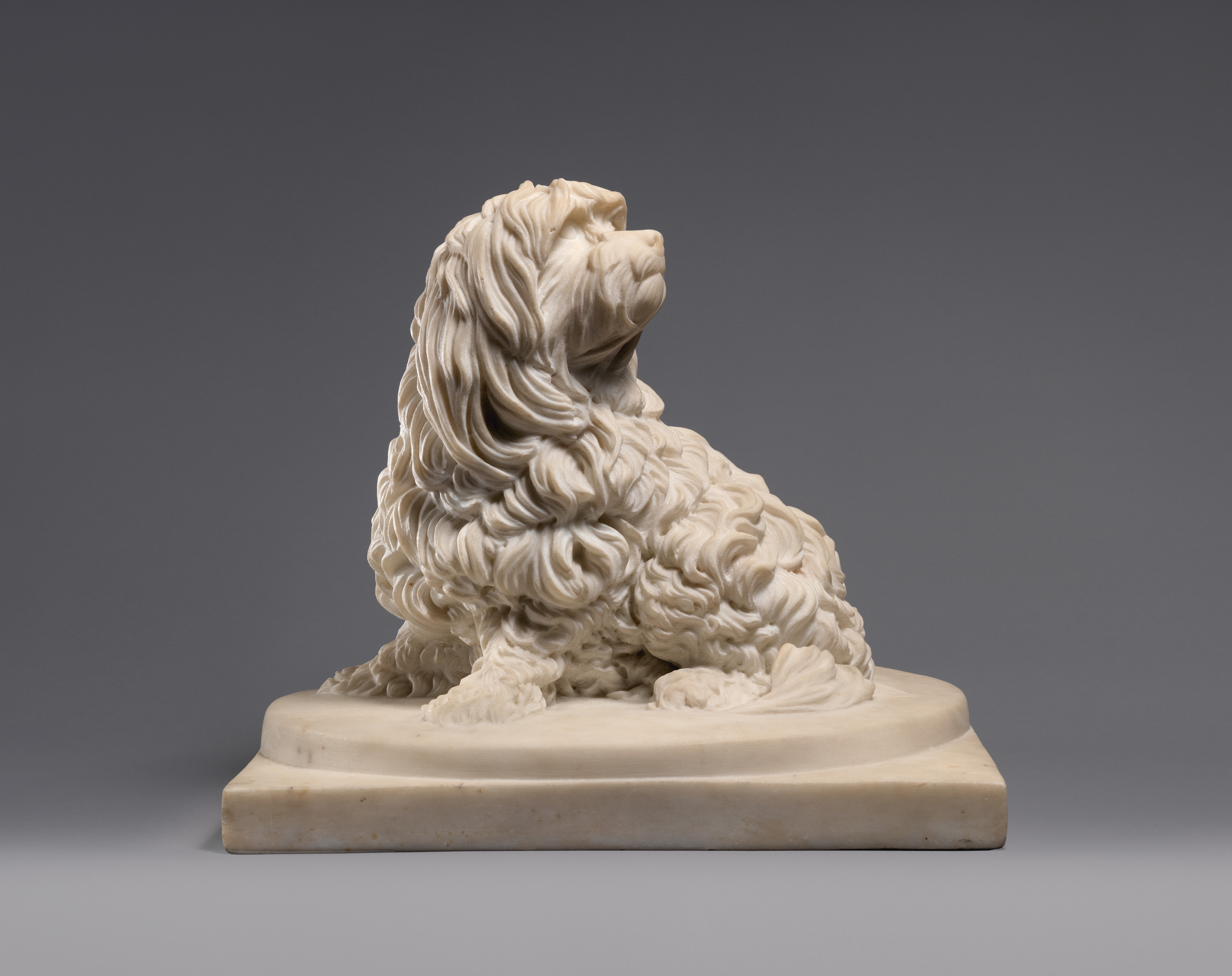
Болонка. Каррарський мармур, прибл. 1782

Після смерті чоловіка Енн Сеймур відновила свої заняття скульптурою, за гарячої підтримки Волпола, який високо цінував її мистецтво. Так, він писав про одну з її скульптур, що зображала кудлатого песика: 
|  | Її болонка, виконана в натуральну величину, не просто жива — у завитках її вовни відчуваються легкість і м'якість, яких, здавалося, не можна було досягти в теракоті; вона може позмагатися з мармуровою скульптурою Берніні з королівської колекції. |

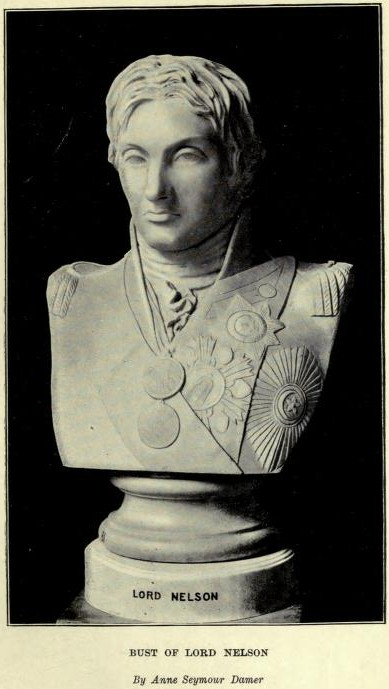
Бюст Нельсона роботи Енн Деймер

Енн була знайома з багатьма видатними людьми свого часу, включаючи Жозефіну Богарне, через яку познайомилася з Наполеоном. Вона також зустрічалася з Гораціо Нельсоном, якого вважала найбільшою особистістю свого часу, і зробила його скульптурний портрет  .
Енн Сеймур не була офіційним членом Королівської академії мистецтв, але з 1784 по 1818 виставляла там свої роботи (загалом 32, невелика кількість з числа створених їй) . Крім скульптури, вона захоплювалася театром та брала участь у аматорських постановках. Енн багато подорожувала; бувала в Італії, Франції, Іспанії, Португалії.
Після смерті Волпола в 1797 році Енн успадкувала його маєток і велику суму грошей. Однак великим маєтком було важко керувати і, проживши там кілька років, в 1810 вона повернулася до Лондона . У 1818 році вона придбала будинок Йорк-Гаус у Твікенгемі, і перевезла туди колекцію своїх робіт .
Енн Сеймур Деймер померла 28 травня 1828 року у своєму будинку в Лондоні і була похована поряд зі своєю матір'ю в Санбріджі (Кент). Згідно з її заповітом, її поховали разом з інструментами скульптора і кістками її улюбленого собаки, які раніше зберігалися в її спальні .
Скульптурна спадщина Деймер включає переважно портретні бюсти та зображення тварин. Їй також належать скульптури, що символізують Ісіду і Темзу, на мосту в Генлі-он-Темс . Крім того, Енн Сеймур Деймер є авторкою роману «Belmour», написаного під час перебування в Іспанії та Португалії та опублікованого в 1891 .